# OBMOChU

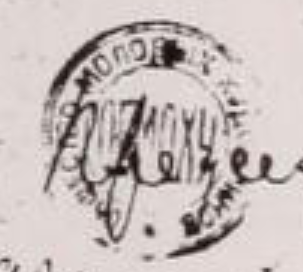
Siegel der OBMOChU (Entwurf: Wladimir Stenberg)

Die OBMOChU (Organisation Junger Künstler), russisch ОБМОХУ; Общество Молодых Художников OBMOChU; Obschestwo Molodch Chudoschinkow war eine russische bzw. sowjetische Künstlervereinigung, die sich im Herbst 1919 als OBMOLChUD in der Gründungsphase befand und das letzte Mal 1926 in Erscheinung trat.
Die Gruppe ist besonders durch ihre 1921 in Moskau veranstaltete Kunstausstellung 2. Ausstellung der OBMOChU bekannt, bei der Alexander Rodtschenko, die Brüder Stenberg, Karl Ioganson und Konstantin Medunetzki in einem eigenen Raum ihre „Konstruktionen“ ausstellten. Es handelte sich hierbei um die erste bedeutende Ausstellung der späteren Konstruktivisten.

## Geschichte

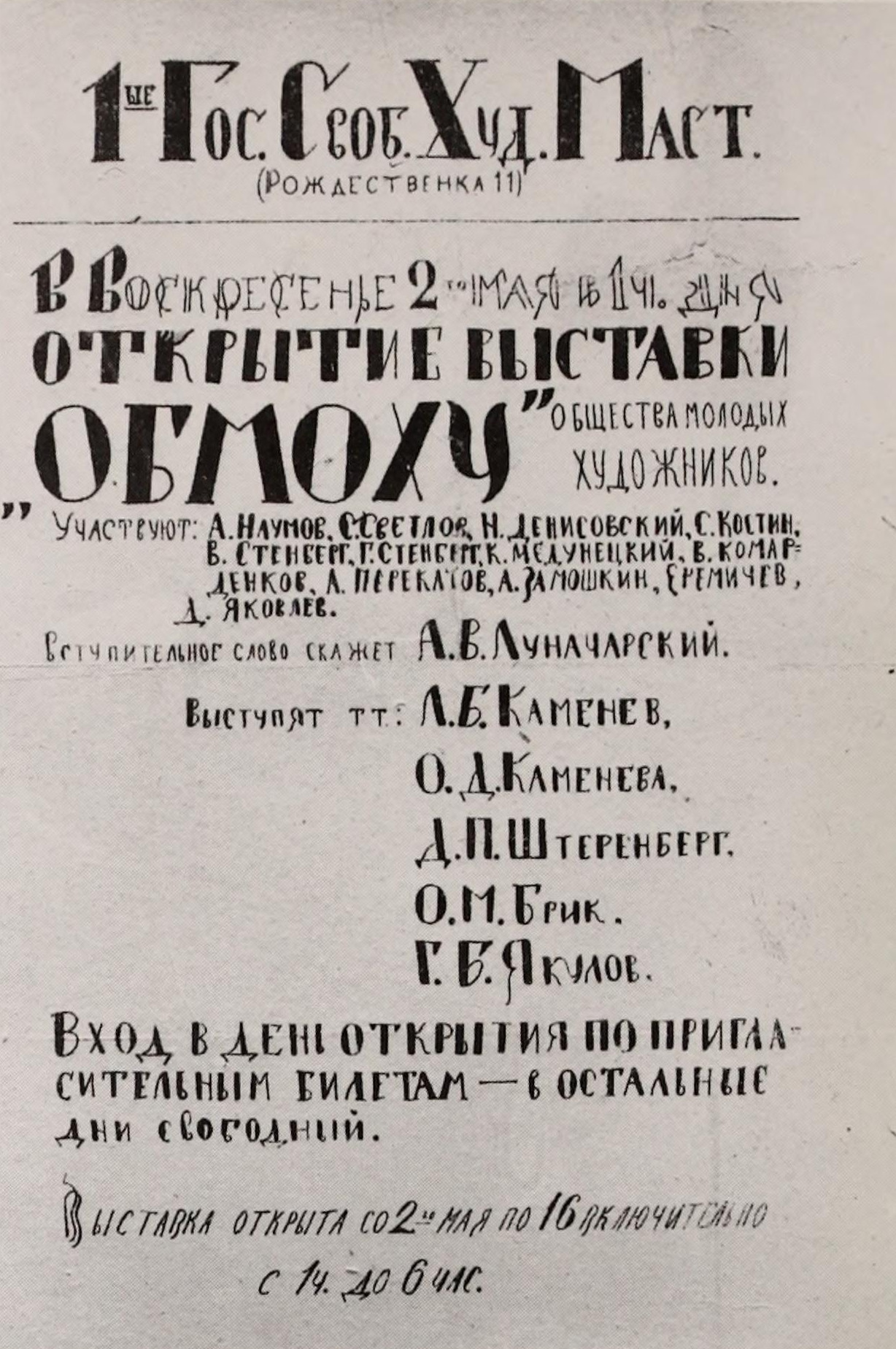
Plakat für die Erste Ausstellung der OBMOChU, Mai 1920.

### Gründung und erste Ausstellung (1919)
Das genaue Gründungsdatum der Gruppe ist unbekannt. Aus Unterlagen geht jedoch hervor, dass die Gruppe sich Ende September 1919 unter dem Namen OBMOLChUD in der Gründungsphase befand. Zu diesem Zeitpunkt war ein erster Entwurf der Satzung bereits formuliert, der jedoch wohl später noch überarbeitet wurde. Die Gruppe geht vor allem aus Schülern der „Gruppe ohne Lehrer“ der Ersten Staatlichen Freien Kunstwerkstätten hervor, sowie aus Schülern von Georgi Jakulow und Aristarch Lentulow. Die Schüler des Ateliers Boris Grigorjew hatten ihren Lehrer abgesetzt, was die Schulverfassung erlaubte und bildeten nun eine „Gruppe ohne Lehrer“. Die Direktoren der OBMOLChUD während der Gründungsphase waren Georgi Jetscheistow, M. Sapegin, Alexander Naumow, Nikolai Prusakow, Wassili Komardenkow, Sergei Kostin, Alexei Stepanow und Nikolai Denissowski.
Vom 2. bis 16. Mai fand die erste Ausstellung der OBMOChU in der Roschdestwenka-Straße 11, Moskau statt. Auf der Ausstellung nahmen die Künstler Alexander Naumow, S. Swetlow, Nikolai Denissowski, Sergei Kostin, Wladimir und Georgi Stenberg, Konstantin Medunetzki, Wassili Komardenkow, A. Perekatow, A. Samoschkin, Jeremitschew und D. Jakowlew teil. Vorträge wurden von Anatoli Lunatscharski, L. Kamenew, O. Kamenewa, Dawid Schterenberg, Ossip Brik, sowie Georgi Jakulow gehalten.

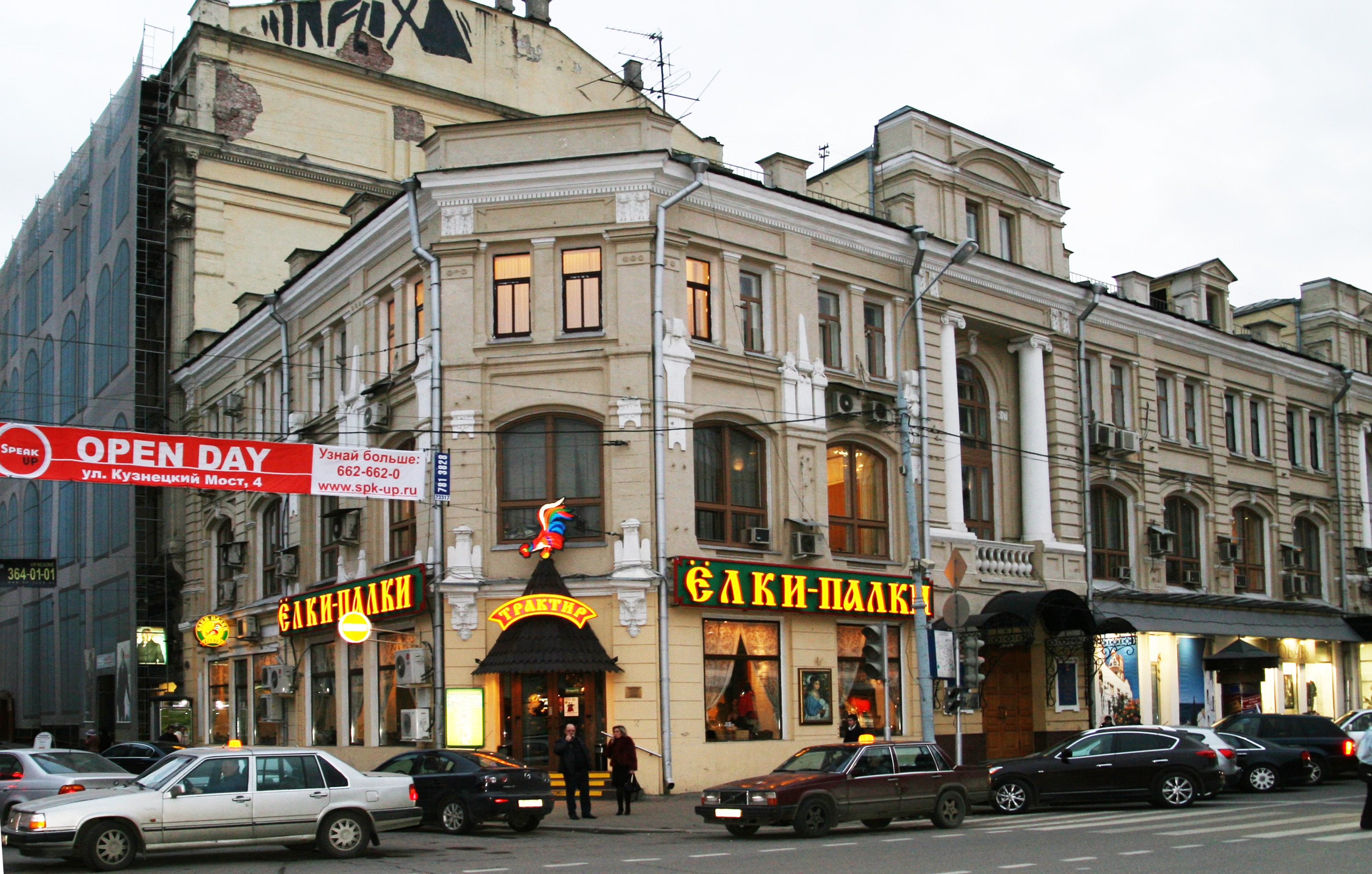
In diesem Gebäude hatte die OBMOChU ein durch das NARKOMPROS finanziertes Atelier. (Ansicht 2008)

### Unterstützung des NARKOMPROS und Zweite Ausstellung (1920–21)
Ab September 1920 wurde die OBMOChU durch das NARKOMPROS (Volkskommissariat für Aufklärung) unterstützt, die das politische Potential der Gruppe erkannt hatten. Die Gruppe produzierte als Auftragsarbeiten diverse Propagandaplakate und Straßendekorationen. Die Gruppe wurde finanziell unterstützt und bekam ein Atelier in einem ehemaligen Fabergé-Laden in der Kusnetski Most 4 (heute Nr. 10), Ecke Neglinnaja Ulitsa.

Etwa um 1920–21 wurde Nikolai Denissowski Präsident der Gruppe, während Wladimir Stenberg Produktionsleiter war.

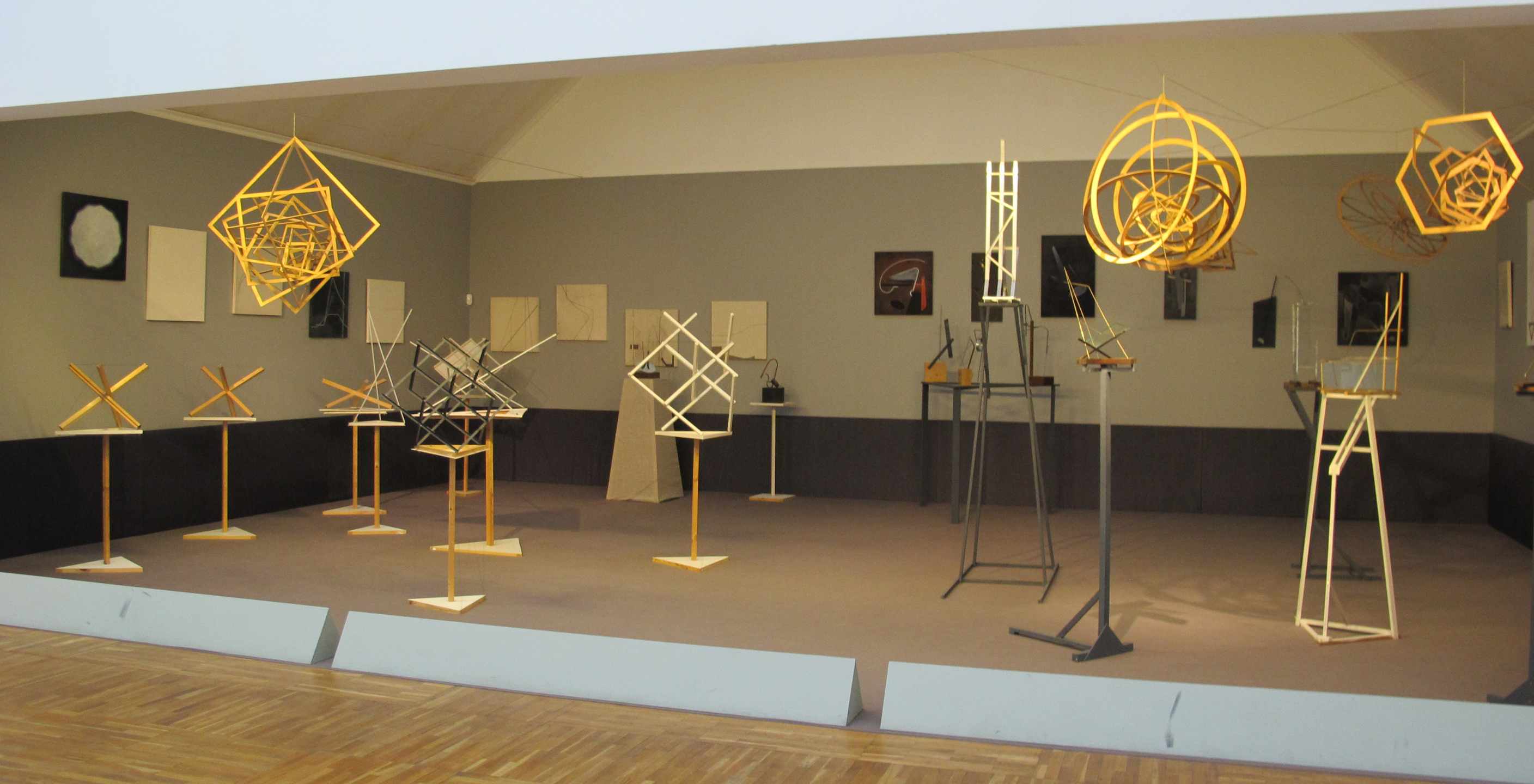
Rekonstruktion der 2. Ausstellung in der Tretjakow-Galerie 2006, anhand der Fotos Rodtschenkos.

Der bedeutendste Beitrag der Gruppe für die Kunstgeschichte ist zweifelsohne deren 2. Ausstellung. Diese wurde von ISO (Sektion für Bildende Kunst) des NARKOMPROS organisiert und war gleichzeitig dessen 22. Ausstellung war. Sie fand vom 22. Mai bis Juni 1921 statt. Zur Eröffnung wurden folgende Künstler eingeladen: N. Denissowski, M. Eremitzew, A. Samoschkin, K. Ioganson, Wassili Komardenkow, Sergei Kostin, G. Stenberg, A. Naumow, A. Perekatow, N. Prusakow, A. Rodtschenko, S. Swetlow, K. Medunetzki und W. Stenberg. Diese Aufstellung ist vermutlich mit den ausstellenden Künstlern identisch. Karl Ioganson und Alexander Rodtschenko wurden eingeladen, Werke auf der Ausstellung zu präsentieren, waren jedoch keine Mitglieder der OBMOChU. Auf der 2. Ausstellung wurden die Werke Rodtschenkos, Iogansons, der Brüder Stenberg, sowie Medunetzkis in einem eigenen Raum ausgestellt. Diese Fotografien Rodtschenkos sind es, die heute das Bild der Ausstellung prägen, obwohl noch andere Werke unterschiedlicher Strömungen in anderen Räumen gezeigt wurden. Möglicherweise waren Teile der Ausstellung auch im Continental-Hotel untergebracht oder wurden später dort hingebracht. Zu dieser Zeit wurde der 3. Komintern-Kongress veranstaltet. Ob die Werke der 2. Ausstellung dort jedoch wirklich gezeigt worden, kann nicht belegt werden. Von den Werken, insbesondere den Raumkonstruktionen, die auf der 2. Ausstellung gezeigt wurden, sind kaum Objekte erhalten. Nur eine Konstruktion Konstantin Medunetzkis (heute in der Sammlung der Yale-University), sowie die Raumkonstruktion Nr. 12 von Alexander Rodtschenko (heute in der Sammlung des MoMA) sind erhalten geblieben. Der gesamte Raum mit Konstruktionen wurde jedoch 2006 für die Tretjakow-Galerie rekonstruiert.

### Niedergang und Auflösung
1926 gehörten nur noch Naumow, Prusakow und Borissow zur OBMOChU, die gemeinsam an der 2. Filmplakat-Ausstellung teilnahmen. Die Brüder Stenberg und Medunetzki gehörten zu diesem Zeitpunkt der Gruppe nicht mehr an. Weitere Tätigkeit der Gruppe ist nicht bekannt.
Entgegen häufigen Falschdarstellungen, die 1930 von W. Lobanow in Umlauf gebracht wurden, gab es nur genannte zwei Ausstellungen der OBMOChU. Es fand weder eine erste Ausstellung 1919 noch eine 4. Ausstellung 1923 statt.